# Raucourt
Raucourt é uma comuna francesa na região administrativa de Grande Leste, no departamento de Meurthe-et-Moselle. Estende-se por uma área de 5,06 km². Em 2010 a comuna tinha 222 habitantes (densidade: 43,9 hab./km²).